# Будівля Кременчуцької пожежної частини
Каланча (від тюркського слова kale - фортеця, кріпость)  - спостережна башта (вежа) при пожежній поліцейській частині. Застаріле значення – дозорна, оборонна башта.

## Опис та розташування
Будівля 2-поверхова, Н-подібна у плані, цегляна, потинькована, пофарбована. Головний фасад, який переважно бачать пасажири міського транспорту, розташований в одному з крил будівлі на червоній лінії забудови проспекту Свободи. Асиметричний, з високою глухою аркою, увінчаний трикутним аттиком;  вхідний проріз розташований у глухій арці. Всі вікна прямокутні, з наличниками. Перший поверх декорований дощатим рустом, між поверхами горизонтальна тяга. Дах на крилі трьохсхилий, критий бляхою. Протилежне крило будівлі аналогічне. З боку вулиці Переяславської проміжок між основними крилами забудований гаражем, який завершують троє великих воріт з напівкруглими вікнами над ними. У центрі, на частині, яка поєднує два крила будівлі, вивищується чотирикутна башта, власне каланча, із зеленим чотирисхилим дашком, двома горизонтальними тягами та круглими і прямокутними вікнами. У верхній, вужчій частині башти по периметру розташований огороджений металевою решіткою балкон.
Є пам'яткою культурної спадщини.

## Історія
Пожежні каланчі в європейській частині Російської імперії активно почали зводитися на початку ХІХ ст., коли указом Олександра Першого  з мешканців міст була знята повинність власними силами  гасити пожежі, а натомість стали організовувати пожежні команди. Хоча добровільні пожежні товариства і групи діяли практично в усіх містах; принаймні, в Кременчуці таке товариство  і  добровільна пожежна команда точно були, про що свідчать музейні фонди та архівні документи.
Каланча, як правило, увінчувала будівлі поліцейських дільниць, при яких і діяли пожежні частини. Окрім дозорної протипожежної служби, каланчі використовувалися для сигналізації:  вивішені  шкіряні сигнальні кулі вдень або ліхтарі вночі сповіщали  умовними сигналами про місце виникнення пожежі, її розміри та про потребу допомоги від сусідньої пожежної команди.   
У великих містах Радянського Союзу пожежні каланчі зводилися до кінця 1930-х років, коли підвищення поверховості будинків та розповсюдження телефонного зв'язку зробили дозорну службу на каланчі неефективною. В невеликих містах каланчі будували і після Другої світової війни.
У 1950 році пожежна частина з високою каланчею в передгірній частині міста була зведена у Кременчуці. 
Ця будівля на той час була дуже актуальною, оскільки місто, оживаючи після воєнної руйнації, зростало, а телефонна служба явно не встигала за цим ростом.
Статистика Кременчука за 1951 рік:
- населення - 64 388 чол
- площа міста - 4 939 га
- протяжність вулиць - 167,5 км
- житловий фонд - 465 комунальних будинків
- відомчих будинків - 335
- будинки індивідуальної забудови - 6 064
- телефонних абонентів - 351

Статистика Кременчука за 1953 рік:
- населення - 71 038 чол
- площа міста - 4 939 га
- протяжність вулиць - 168,1 км
- житловий фонд - 474 комунальних будинків
- відомчих будинків - 366
- будинки індивідуальної забудови - 6 345
- телефонних абонентів - 415

Тому пожежна каланча, з якої відкривалася панорама всієї лівобережної частини, була цілком доречною.